# 抚州市 (县级市)
抚州市，又名临川市、抚州镇，是中华人民共和国江西省抚州地区（今江西省抚州市）下辖的一个已撤销的县级市，在今江西省东部，被临川县四面环抱。抚州市是原抚州府治与临川县治，以及抚州地区行政公署、临川县人民政府所在地，自唐中和五年至今约1000年，大部分时期都是抚州与临川的行政中心。1949年4月，中国人民解放军占领临川县城，取代中华民国在临川的统治，合临川县城（羊城镇与东外镇）为临川市，后并入临川县先后成为城关区、抚州市、抚州镇。1954年4月，抚州镇从临川县析出，升为县级镇，隶属于抚州专区。1955年升为县级市。1987年8月，经国务院批准，撤销临川县与抚州市，设立临川市，但未执行。1995年4月，与临川县正式合并，设立临川市。原抚州市管辖地区设立文昌桥辖区，后撤销，如今分属临川区的西大街街道、荆公路街道、六水桥街道、文昌街道、城西街道、青云街道 、钟岭街道、抚北镇和孝桥镇的全部范围与崇岗镇部分区域，其辖区约等于今抚州市中心城区范围。

## 地名由来
抚州市的地名由来最早可追溯到隋开皇九年（589年），总管杨武通奉使安抚，将临川郡改为抚州，意为安抚，后来在唐中和五年（855年），抚州州治与临川县治迁入现址筑抚州城，后又名临川城。:8:14直到民国元年（1912年）抚州府被废除，仅称为临川县城；二十二年（1933年），原抚州城的城内与城外被当局分设为羊城镇与东外镇；三十三年，中共占领临川，将临川县城（羊城镇与东外镇）划出临川县设立临川市，并设立抚州专区。:12-161950年临川市并入临川县，设临川县城关区，次年城关区改为抚州市，为该名最早的可考区划。:17:98

## 历史沿革

### 1912年以前
唐中和五年（885年），时任刺史危全讽将抚州州治与临川县治从樊水西陲（今抚州市城西街道）移至羊角山（今六水桥街道抚州一中校址内）。光启三年（887年），修城墙，内建子城，外建罗城。五代十国南唐昇元四年（939年），扩建州城（罗城），设13门，城门上各建有楼。南宋绍兴十一年（1141年），整修城墙，废除4门，留存9门。元至元二年（1336年），临川县署迁建于城东阜民坊（今老抚州市工人文化宫所在地）。至正十八年（1361年），陈汉攻克抚州城。至正二十一年，陈汉与明交战，由于连年交战，抚州城南化为废墟。明永乐初，重修城墙，削去西南城6里，废除5门，留存4门：文昌门（东）、武昌门（西）、顺化门（南）、进贤门（北）。:8-10:67清乾隆五年（1740年），复开清风门，从此抚州城共有5门。咸丰六年（1856年），太平军攻陷抚州城。咸丰八年（1858年），清军重新攻占抚州城。咸丰十一年，二月十一日太平军反攻抚州城，占领了青云峰；十二日进攻南门和清风门，兵败；七月再度攻城，依旧兵败。宣统三年（1911年），江西民团联合“洪江会”、"桶子会”，开展反清反洋运动，后失败。:10-11

### 中华民国时期
元年（1912年），撤抚州府，临川县属江西省、县署改为县公署。三年（1914年），江西省设4道，临川县属豫章道。:12:18-19
十五年（1926年），十月二十日中国国民党与国民革命军攻占抚州城，同年废道，临川县再度属江西省。十六年（1927年），县公署改为县政府。二十年（1931年），六月何应钦在省立八中（今抚州一中）为蒋介石设立“行营”，七月二日蒋介石亲抵抚州指挥对红军的围剿。二十一年（1932年），九月临川县“铲共”义勇队成立，并开始推行保甲制度，十二月陈诚来抚州指挥对中央苏区的第四次围剿，同年江西省设置了13个行政督察区，第七行政督察区驻抚州城。二十二年（1933年），4月6日蒋介石以陈诚“剿赤”不力为由将其调离并由刘峙接替职务，同年抚州城设羊城镇与东外镇。二十四年（1935年），第七行政督察区机构搬迁至南城县。:12-14:19-23
二十八年（1939年），四月起日军飞机开始轰炸抚州城，七月开始拆除城墙。三十年（1941年），五月十日抚河大水，中洲堤水闸处溃决。三十一年（1942年），六月五日日军占领抚州城，六月七日日军开始屠杀群众、烧毁民房，八月二十三日日军撤离抚州城，并炸毁行易桥（今文昌桥）桥墩两座。整个沦陷期间，日军杀害群众1033人、烧毁房屋2980幢，造成两万多人流离失所，财产损失98亿法币。:15:24
三十二年（1943年），羊城镇与东外镇各划出部分区域用来增设荆公镇与瓦窑镇，抚州城内共设四镇。三十四年（1945年），撤销荆公镇与瓦窑镇，重新并入原来的羊城镇与东外镇。三十六年（1947年），抚州电信工人举行大罢工，声援全国反饥饿、反内战、反迫害运动。:15:25
三十八年（1949年）五月九日，中共与中国人民解放军占领临川，将临川县城（羊城镇与东外镇）划出临川县设立临川市，隶属于赣东北贵溪分区。七月一日，江西省抚州分区成立（后改为抚州专区），临川市与临川县属之，并组建新的临川市人民政府和中共临川市委，同月将临川市的羊城区与东外区重新划分为四个区，名为一、二、三、四区。:16:26

### 中华人民共和国时期

#### 临川时期(1950-1954)
1950年3月全市命令禁鸦、禁赌、取缔娼妓并将全市的32个保改为30个街以及成立街政府，4月16日，临川市并入临川县，设临川县城关区，为县辖区，7月城关区30个街政府缩减为10个街政府，10月全区开展镇压反革命运动，12月中共临川县城关区委设立支援土改委员会来协助农村开展土地改革运动并执行保护城市工商业的政策。1951年，6月，临川县城关区改为临川县抚州市，为县辖市，同月临川县一区与五区的万寿乡、孝桥乡、学岭乡及二仙桥村、瑶坪村、崇仙村划入抚州市。1952年，1月全市的党政机关开始三反运动以及成立抚州市人民武装部，2月6日全市开展了五反運動，10月取缔一贯道。1953年2月，临川县抚州市改为临川县抚州镇，为县辖区级镇。1954年4月，临川县抚州镇升为县级镇，设抚州镇，由抚州专区行政公署直管。:17-19:26-28

#### 抚州时期(1955-1987)
1955年2月抚州镇升为省辖市，设抚州市，由抚州专区行政公署代管，抚州市人民政府改为抚州市人民委员会，4月全市开始了第二次镇压反革命运动。1956年1月全市开始实行全行业公私合营。1958年2月全市开展除四害运动，同年12月抚州市改属抚州专区，由抚州专区行政公署管辖，为县级市。1959年4月，临川县上顿渡人民公社的西岸管理区划入抚州市。1962年6月，长岭公社整体重新划归临川县。1963年10月1日，复改抚州市为抚州镇，仍为县级镇，属抚州专区行政公署直管、名义属临川县。:19,21,23-24:30:95
1966年8月，全镇各中等学校及大专学校纷纷成立红卫兵组织，并开始了破四旧运动，全镇大批文物古迹遭到破坏；中共抚州地委常委兼中共抚州镇委书记谷虹受到批判并被停职审查，王九如任代理镇委书记；红卫兵开始上街举旗游行，炮打司令部，火烧省地委、革命无罪，造反有理等口号和大鸣、大放、大字报、大辩论等开始在抚州街头出现。1967年2月，由于上海一月风暴事件，全镇进入了文化大革命高潮阶段，各级党政机关全部瘫痪。3月，抚州军分区与抚州镇人民武装部开始介入地方文化大革命，进行三支两军工作。4月27日，300多名学生陆续开始在抚州军分区门前发起了4天的绝食抗议。6月1日，抚州无产阶级革命派联合总指挥部成立，之后的4日、11日、21日抚州地质专科学校(今东华理工大学)的"红色革命委员会"与"抚州无产阶级革命派联合总指挥部"为首的两派部分群众成员在镇内多地发生武斗，两边均有受伤，最后"红色革命委员会"撤往南昌。8月中旬，抚州无产阶级额革命派大联合筹备委员会在南昌成立。8月20日开始，抚州两派群众组织部分成员连续数天在临川县的温圳、前途等地区发生武斗，甚至动枪动炮，造成了惨重的损失。8月25日，由于10日关于《中共中央关于处理江西问题的决定》的下达，中国人民解放军6100部队进驻抚州支左，滞留南昌的造反派跟随返回抚州，抚州无产阶级革命派联合总指挥部解体，镇人民武装部部长武生云被人杀害，1972年被追认为烈士。9月，开始发起批判走资派、牛鬼蛇神等，一大批干部以及群众受到影响。1968年2月26日，抚州专区革命委员会成立，3月10日抚州镇革命委员会成立，4月全镇掀起三忠于四无限活动。:26-27:32
1969年3月，临川县的红雨桥公社、钟岭公社、钟岭垦殖场以及金坪公社的临江大队、金坪大队、洋坡大队划入抚州镇。1969年3月3日，临川县委、县革命委员会开始逐渐从抚州镇迁往上顿渡镇。1969年10月10日，复改抚州镇为抚州市，为县级市。1970年2月，全市开展一打三反运动。1971年1月，抚州专区撤销，设抚州地区，专区革命委员会改为地区革命委员会，抚州市属之。1972年8月，全市开始根据毛主席深挖洞、广积粮、不称霸的指示开挖防空洞。1978年1月17日，成立一批两打办公室，开始逐渐清查文化大革命带来的影响。:27-28,30:33:95

#### 合并时期(1987-1995)
1987年2月，抚州地区行政公署经研究后向省政府要求将抚州市与临川县合并，1987年8月，国务院同意抚州地区将临川县与抚州市合并为临川市，为县级市，但由于城乡经济不能互补、管理矛盾、干部安置等问题搁置。同年9月，江西省政府将抚州市列为计划单列市:98。1990年7月，抚州地区行政公署要求恢复抚州市与临川县，未果。之后经过省地之间“讨价还价”般的协商后，1995年2月26日，抚州地区行政公署与中共抚州地区委员会发出临川县与抚州市合并的传真电报，宣布临川县与抚州市正式合并为临川市。1995年4月5日，中共临川市委员会与临川市人民政府筹备工作组成立。临川市人民政府下设上顿渡辖区(原临川县管辖区域)与文昌桥辖区(原抚州市管辖区域)，并随之成立中共上顿渡工作委员会与上顿渡管理委员会和中共文昌桥工作委员会与文昌桥管理委员会。1995年4月20日，中共临川市委员会、临川市人民政府挂牌成立。

## 建制隶属
| 名称       | 隶属           | 时间       | 说明                         |
| ---------- | -------------- | ---------- | ---------------------------- |
| 临川市     | 赣东北贵溪分区 | 1949年5月  | 临川市设立、临川县市分治     |
| 临川市     | 江西省抚州分区 | 1949年7月  | 抚州分区驻地                 |
| 城关区     | 临川县         | 1950年4月  | 同时作为临川县与抚州专区驻地 |
| 抚州市     | 临川县         | 1951年6月  | 同上                         |
| 抚州镇     | 临川县         | 1953年2月  | 同上                         |
| 抚州镇     | 江西省抚州专区 | 1954年4月  | 抚州专区驻地                 |
| 抚州市     | 江西省         | 1955年2月  | 由抚州专署代管、抚州专区驻地 |
| 抚州市     | 江西省抚州专区 | 1958年12月 | 抚州专区驻地                 |
| 抚州镇     | 江西省抚州专区 | 1963年10月 | 名义上归属临川县             |
| 抚州市     | 江西省抚州专区 | 1969年10月 | 抚州专区驻地                 |
| 抚州市     | 江西省抚州地区 | 1971年1月  | 抚州地区驻地                 |
| 文昌桥辖区 | 临川市         | 1995年4月  | 与临川县合并，设临川市       |

## 地理
抚州市被临川县四面环抱，处于抚河中游，以平原为主，东临临川县湖南乡，西接临川县上顿渡镇、展坪乡(今临川区展坪镇)、温泉乡和红桥镇(今合并为温泉镇)，北隔抚河与临川县华溪乡(后设镇，与今临川区罗湖镇合并)隔岸相望、南连临川县崇岗乡(今临川区崇岗镇)与嵩湖乡接壤。行政面积131.17平方千米。:39

## 工业
1987年，全市境内共有企业170家(含中央、省属和地属企业18家)，总工业产值为4.1489亿元。:228
1992年7月，抚州金巢工业开发区成立，位于当时的赣东大道延伸段南端，面积2.7平方公里。1993年8月23日，经江西省人民政府批准，抚州工业金巢工业开发区为省级开发区，后在2001年改为抚州市金巢经济开发区:181，今为抚州高新技术产业开发区。
抚州市的定位是抚州地区的工业中心，轻工业由纺织工业为主、重工业由汽车和机械工业为主。
| 单位           | 销售收入 | 销售税金 | 利润总额 | 上交利税 | 企业留利 |
| 抚州针织厂     | 2488     | 118.4    | 78.9     | 31       | 28.8     |
| 江西富奇汽车厂 | 3652.5   | 175.5    | 323.8    | 185      | 96.8     |
| 江西重型机床厂 | 1007.6   | 78.5     | 43.2     | 10.7     | 31       |
| 江西车辆开关厂 | 900.1    | 44.5     | 93.8     | 12.5     | 36.5     |
| 江西汽车底盘厂 | 998.5    | 61.1     | 110.9    | 78.8     | 51.1     |
| 抚州电机厂     | 1003.6   | 50.6     | 40.5     | 8.7      | 28       |
| 抚州磷肥厂     | 781.3    | 10.8     | 147.5    | 36.1     | 66.4     |

## 行政区划
至1987年，抚州市下辖以下乡、镇、街道办事处：
六水桥街道办事处、西大街街道办事处、荆公路街道办事处、青云街道办事处、桥东街道办事处、抚北镇、城西乡、孝桥乡、洋洲乡、钟岭乡。:45
| 行政隶属：江西省抚州地区 市政府驻地：青云街道                                    | 行政隶属：江西省抚州地区 市政府驻地：青云街道                                    | 行政隶属：江西省抚州地区 市政府驻地：青云街道                                                                                           | 行政隶属：江西省抚州地区 市政府驻地：青云街道                                                                                           |
| 青云 荆 · 公 · 路 西 · 大 · 街 桥 · 东 六水桥 洋洲乡 抚北镇 钟岭乡 城西乡 孝桥乡 | 青云 荆 · 公 · 路 西 · 大 · 街 桥 · 东 六水桥 洋洲乡 抚北镇 钟岭乡 城西乡 孝桥乡 | 青云 荆 · 公 · 路 西 · 大 · 街 桥 · 东 六水桥 洋洲乡 抚北镇 钟岭乡 城西乡 孝桥乡                                                        | 青云 荆 · 公 · 路 西 · 大 · 街 桥 · 东 六水桥 洋洲乡 抚北镇 钟岭乡 城西乡 孝桥乡                                                        |
| 乡/镇/街道办事处                                                                 | 机关驻地                                                                         | 名称由来 | 备注 |
| -------------------------------------------------------------------------------- | -------------------------------------------------------------------------------- | --- | --- |
| 六水桥街道办事处                                                                 | 州学岭27号                                                                       | 域内有六条水沟汇合，汇合处建一桥名为六水桥。                                                                                            | 原抚州府衙所在地 |
| 六水桥街道办事处                                                                 | 下辖居民委员会/村民委员会                                                        | 州学岭、杨打渔、油塘下、泰山背、羊城路、北门、四眼井、二仙桥、 抚州师范专科学校、抚州针织厂居民委员会                                   | 州学岭、杨打渔、油塘下、泰山背、羊城路、北门、四眼井、二仙桥、 抚州师范专科学校、抚州针织厂居民委员会                                   |
| 西大街街道办事处                                                                 | 西大街6号                                                                        | 域内有西大街 | 抚州地区行政公署所在地 |
| 西大街街道办事处                                                                 | 下辖居民委员会/村民委员会                                                        | 西大街、若士路、柴市上、钟家巷、营上巷、马家山、后湖田、石马巷、 公园、富奇汽车厂居民委员会                                             | 西大街、若士路、柴市上、钟家巷、营上巷、马家山、后湖田、石马巷、 公园、富奇汽车厂居民委员会                                             |
| 荆公路街道办事处                                                                 | 荆公路145号                                                                      | 域内有荆公路 | 抚州军分区、中共抚州地区委员会、 原临川县政府所在地                                                                                     |
| 荆公路街道办事处                                                                 | 下辖居民委员会/村民委员会                                                        | 荆公路、梵罗山、文昌阁、穆堂路、五皇殿、玉茗堂、三元楼、 香楠峰、清风路、同叔路、江西车辆开关厂、抚州供电局、抚州第一建筑公司居民委员会 | 荆公路、梵罗山、文昌阁、穆堂路、五皇殿、玉茗堂、三元楼、 香楠峰、清风路、同叔路、江西车辆开关厂、抚州供电局、抚州第一建筑公司居民委员会 |
| 青云街道办事处                                                                   | 青云巷3号                                                                        | 域内有青云峰 | 抚州市人民政府所在地 |
| 青云街道办事处                                                                   | 下辖居民委员会/村民委员会                                                        | 青云、芝山、抚临、县学岭、红石嘴、黄巢、抚州印染厂、 江西汽车底盘厂、抚州棉纺织厂、抚州第二棉纺织厂、抚州电机厂居民委员会               | 青云、芝山、抚临、县学岭、红石嘴、黄巢、抚州印染厂、 江西汽车底盘厂、抚州棉纺织厂、抚州第二棉纺织厂、抚州电机厂居民委员会               |
| 桥东街道办事处                                                                   | 大公东路20号                                                                     | 地处文昌桥东部 | 现与洋洲镇合并为文昌街道办事处 |
| 桥东街道办事处                                                                   | 下辖居民委员会/村民委员会                                                        | 灵芝山、太平街、横街、郭家湾、东乡仓、汝东园居民委员会                                                                                  | 灵芝山、太平街、横街、郭家湾、东乡仓、汝东园居民委员会                                                                                  |
| 抚北镇                                                                           | 下源村                                                                           | 地处抚州市北部 | 抚州北站所在地 |
| 抚北镇                                                                           | 下辖居民委员会/村民委员会                                                        | 青莲山、安塘、北站居民委员会、上沅、金坪、庄家村民委员会                                                                                | 青莲山、安塘、北站居民委员会、上沅、金坪、庄家村民委员会                                                                                |
| 城西乡                                                                           | 下山姜家                                                                         | 地处抚州城西部 | 现为城西街道办事处 |
| 城西乡                                                                           | 下辖居民委员会/村民委员会                                                        | 东岸、西岸、南岸、南关、西津、伍塘罗坊村民委员会                                                                                        | 东岸、西岸、南岸、南关、西津、伍塘罗坊村民委员会                                                                                        |
| 孝桥乡                                                                           | 黎坊村                                                                           | 域内有孝义桥 | 现为孝桥镇 |
| 孝桥乡                                                                           | 下辖居民委员会/村民委员会                                                        | 孝桥、下璜、中洲、艻口、斗门、严家、龙湾、下李、畲塘村民委员会                                                                          | 孝桥、下璜、中洲、艻口、斗门、严家、龙湾、下李、畲塘村民委员会                                                                          |
| 洋洲乡                                                                           | 大公东路                                                                         | | 后改洋洲镇，现与桥东街道办事处 合并为文昌街道办事处                                                                                     |
| 洋洲乡                                                                           | 下辖居民委员会/村民委员会                                                        | 洋洲、勤光，前进、瑶坪、傅家、西湖村民委员会                                                                                            | 洋洲、勤光，前进、瑶坪、傅家、西湖村民委员会                                                                                            |
| 钟岭乡                                                                           | 十里亭                                                                           | | 现为钟岭街道办事处 |
| 钟岭乡                                                                           | 下辖居民委员会/村民委员会                                                        | 长岭、李家、上张、张家、白岭、缴上、谢家、小圩村民委员会                                                                                | 长岭、李家、上张、张家、白岭、缴上、谢家、小圩村民委员会                                                                                |

## 城市建设
唐中和五年(885年)新建州城时，州城内有大街2条，分别名为子城与东街。从此至民国初期，抚州城内由于缺乏城市规划，并没有主要的大街，皆以普通街巷为主。直到民国二十一年(1932年)，由于当局兴建南昌-临川与临川-南丰的省道，故在行易桥(今文昌桥)东段开始到现如今抚州市立医院门前的路段之间修建连接线，并命名为大公路，全长2158米，宽13米，以碎石铺路。:201,206
民国二十二年(1933年)，当局开始逐渐将东门城外的狭窄街道的临街商铺楼房进行拆除，将大公路以东路段(今大公东路)的街道扩宽到10米。民国二十三年12月城区进行了大规模的改建，扩巷修路，在此期间新修建了荆公路、同叔路、若士路、穆堂路等路段，形成了当今抚州市老城区道路的内骨架。直到民国三十八年(1949年)，抚州城共有大街小巷102条，总长度28.3公里，道路质量参差不齐且水泥路面占比极小。:206-207

1968年11月，抚州镇与周边主要乡镇的卫星图

随着中华人民共和国的成立，临川地区的生产与生活逐渐稳定下来，便开始了新一轮的城市建设。1950年和1951年全年新建房屋的面积分别为5144平方米和5607平方米，在1952年全年新建房屋的面积达到了7463平方米，直到1956年全年新建房屋的建筑面积就达到了3.5万平方米。1957年开始筹建人民公园，位于梁家巷、营上街一带。1958年8月，大公路开始铺设沥青，为抚州市第一条沥青路。10月继续扩建大公路南段，并改名赣东大道，现为连接抚州市新老城区的一条主干道，在1958年-1960年这个时间内，先后新建了上沿河路、环城南路、下沿河路、环城西路与环城北路，构成了抚州市老城区道路的外框架，到最后皆使用沥青与水泥铺设。1959年人民公园建成并开放，总面积26公顷，但由于城建需要，又逐渐被改为了建筑用地。:207,212,219

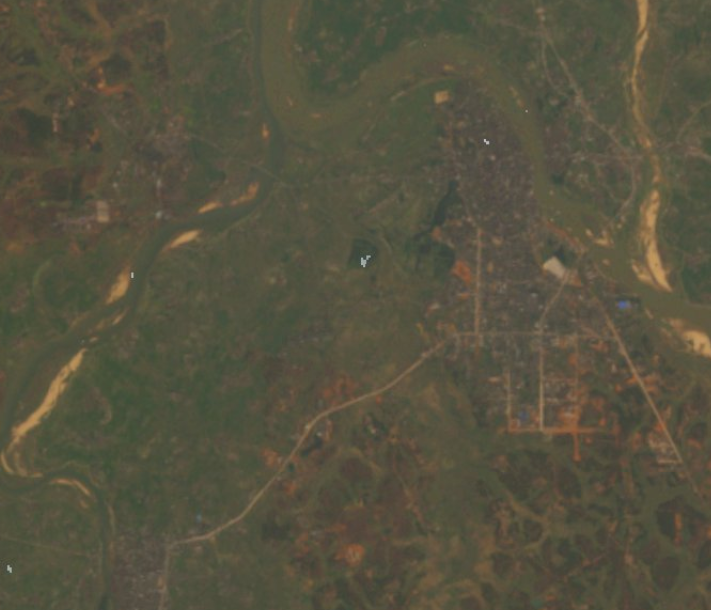
1999年4月，抚州城区与周边主要乡镇的卫星图

1978年国家实行改革开放政策，虽然抚州在当时并没有得到明显的红利，但城建总体依旧在加速，1978年10月1日，位于市内西部的新人民公园建成开放，新的公园总面积23.3公顷，南接抚州地质学院(今东华理工大学)。1981年，当局将位于当时赣东大道南段的人民广场改为体育场，1983年又在体育场内新建了一座现代化体育馆:456-457。1983年12月又开始动工新建文昌公园，位于文昌桥西侧桥下，1985年建成开放，当地人称"桥头"，后扩建，今为河滨公园。从1979年到1987年，新建房屋的总建筑面积达到了188万平方米。:213,219
截止1995年抚州市撤销时，境内有横跨抚河的桥两座:
- 文昌桥，连接城内与城外的重要桥梁，自宋乾道初年(1165年)以来，屡毁屡建并多次维修，前后分别名为通济桥、文昌桥、行易桥、解放桥并在1980年再度复名古称文昌桥[16]:207-208，现为江西省文物保护单位，仅供非机动车及行人通过。[18]
- 抚河大桥，横跨抚河的第二座桥梁、属于江西214省道的一部分，1989年建成，建成后大大缓解了文昌桥的交通压力，方便了抚州城内与城外的沟通，现从过境公路桥梁转为城市桥梁。

## 交通
抚州城在古代以水上交通为主，境内有抚河与宜黄河过境，可以与赣江和长江互通。自民国开始有公路通往南昌与南城，至1987年，已初步形成了以公路和铁路为主的陆上交通体系。:255
主要对外交通公路:
- 温城线(温家圳-南城)：为二级公路，分为温家圳-抚州城区与抚州城区-南城县城两段，温抚段北上可直达南昌，市辖长度5.85公里[註 3]，在1983年列入316国道；抚南段市辖长度16.63公里[註 4]，现为212省道(江西) （页面存档备份，存于）的一部分。[15]:255[19]:383
- 临八线(临川(抚州城区)-八都)：为二级公路，市辖长度4.42公里[註 5]。[15]:256
- 临金线(临川(抚州城区)-金溪)：为二级公路，市辖长度1.07公里[註 6]，在1983年列入316国道。[15]:256[19]:383-384
- 抚北公路（今抚北路）：为三级公路，连接市内大公路与抚北镇抚州北站[註 7]。[15]:256

主要对外交通铁路:
- 向乐线（今抚江线）：北起南昌向塘、南止乐安江边村，为单线非电气化铁路，穿过抚州市境7公里，在抚北镇设抚州北。[15]:256-258[19]:385

主要对外交通车站：
- 抚州汽车站(原名临川汽车站[註 8]，今抚州长运客运总站)：位于赣东大道与环城南路的交叉口西南角，营运线路共有24条，日均车辆往返196次。[15]:257-258
- 抚州北站：位于抚北镇人民政府西南不远处，同时办理客货业务，共有12股道，总长度3020米。[15]:258

## 社会

### 人口
1949年，当局统计全市总人口为31529人；1953年第一次全国人口普查时为35443人；1964年第二次全国人口普查时为63438人；1982年第三次全国人口普查时为161506人。直到1987年当局的统计，抚州市的总人口为178083人:77。但需要注意的是，人口增长的同时抚州市的管辖面积也在不断扩大。

### 方言
抚州市通行赣语抚广片方言，通常被称作抚州话或临川话，随着对外交流越来越频繁，抚州市的方言在词语方面要比临川县的更加靠近普通话一些，其余并无很大差别。:487

### 宗教

#### 佛教
1987年，抚州市境内有3座佛寺，分别为坐落在城外的正觉寺和坐落在洋洲乡的上桥寺与下桥寺。:473-474

#### 天主教

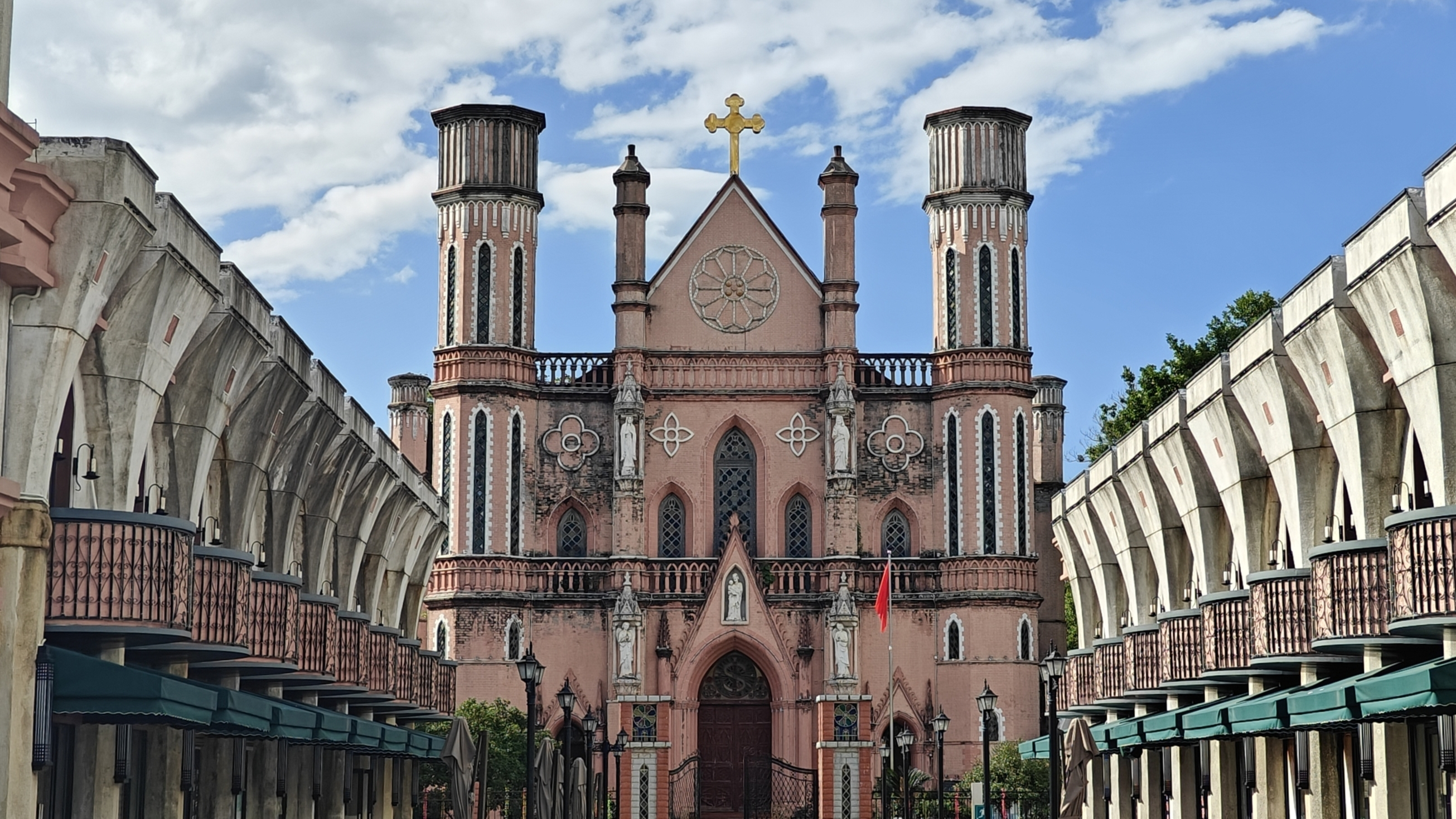
抚州圣约瑟夫大教堂

清同治年间，抚州开始有天主教活动，法国人董默儒神父来抚州传教，在今孝桥乡饶家咀租用一间民房作为临时宗教场所。光绪三十四年(1908年)在城外兴建抚州圣约瑟大教堂，民国七年(1918年)竣工，属余江教区，为哥特式建筑。中共占领临川前夕，有教徒1320名，神职人员30名。1954年8月，抚州镇天主教教友爱国会成立，1958年停止活动；1980年恢复活动，名为抚州市天主教爱国会。1987年，抚州市有教徒415名，神职人员8名。:475-476
圣约瑟夫大教堂是抚州天主教徒唯一的活动场所，历时十年建成，占地面积3850平方米，建筑面积2109.5平方米，钟楼高28.4米。文革时期被工厂与学校占用，直到1982年归还。1984年被列为全省重点教堂。1985年4月开展修复工作，1987年12月正式复堂。:475-476

#### 基督新教
清同治年间，抚州开始有基督教新教活动，有美以美会和内地会两个支派，两派在1958年合并，成立抚州市基督教“三自”爱国运动委员会，但文革开始后停止活动，直到1983年5月恢复。会址设在州学岭24号的基督教礼拜堂（原卫理公会礼拜堂，今临川三小西门斜对面）。:476-477
中共占领临川前夕，两派共计教徒120余名，1965年6月仅剩50余名，1987年仅存教徒48名。:477

#### 伊斯兰教
抗日战争期间，回族人金厚昌从南昌迁来抚州，并在抚州传播伊斯兰教。截至1987年，抚州市有伊斯兰教徒51名，但无宗教活动场所。:477

### 教育
1987年，抚州市全境共有61所幼儿园、60所小学、17所中学、8所中等专科学校、3所高等院校。:392,395,401,408-410
其中高等院校有华东地质学院（今东华理工大学）、抚州师范专科学校（今东华理工大学抚州师范学院）；江西医学院抚州分院（今南昌大学抚州医学院）。:409-410
| 类型 | 校名             | 隶属于 | 曾用名 | 现名 | 备注                                                                                         |
| ---- | ---------------- | --- | --- | --- | -------------------------------------------------------------------------------------------- |
| 小学 | 抚州市实验小学   | 市教育局 | 省三师范附小、省八中实验小学 省立临川中心小学、省立临川实验小学 县立实验小学、省临川实验小学 抚州师范附小、抚州实验小学 市工农兵小学 | 临川区实验小学                                                                                                  | 1995年改名为临川市实验小学。                                                                 |
| 小学 | 抚州市第一小学   | 市文教局 | 临川师范附小、临川一小、镇一小 | 临川区第六小学                                                                                                  | 现已撤销。                                                                                   |
| 小学 | 抚州市第二小学   | 市文教局 | 抚州师范附小 | | 现已无考                                                                                     |
| 小学 | 抚州市第三小学   | 市文教局 | 县立第一小学、临汝小学、 县第一区中心小学、羊城镇国民学校 县第一示范国民学校、临川第二小学 临川师范附小二部、镇第三小学              | 临川区第三小学                                                                                                  | 1986年初中部增设，更名市文昌学校。 1993年初中部撤销，复名市第三小学。 1995年改名为临川三小。 |
| 小学 | 抚州市第四小学   | 市文教局 | 若士路小学、镇四小 | 临川区第四小学                                                                                                  |                                                                                              |
| 小学 | 抚州市第五小学   | 市文教局 | 瓦窑小学、镇五小、卫东公社民办小学                                                                                                   | | 现已无考。                                                                                   |
| 小学 | 抚州市第六小学   | 市文教局 | 东方红小学、若士路小学 | | 现已无考。                                                                                   |
| 小学 | 抚州市第七小学   | 市文教局 | 慈善堂小学、临川师范附小二部 | | 现已无考。                                                                                   |
| 小学 | 抚州市第八小学   | 市文教局 | 同叔路小学 | 临川区第八小学                                                                                                  |                                                                                              |
| 小学 | 抚州市第九小学   | 市文教局 | 抚纺子弟学校 | 临川区第九小学                                                                                                  |                                                                                              |
| 小学 | 抚州市第十小学   | 市文教局 | 育红学校 | 临川区第十小学                                                                                                  |                                                                                              |
| 中学 | 抚州市第一中学   | 市文教局 | 省立临川中学校、省八中 省立临川中学、临川联合中学 临川中学、抚州一中革命委员会                                                       | 抚州市第一中学                                                                                                  | 1996年复名为临川中学。 2001年复名为抚州市第一中学。                                          |
| 中学 | 抚州市第二中学   | 市文教局 | | 临川区第九中学                                                                                                  | 1995年改名为临川市第九中学。 2003年改为抚州文昌高级中学。 现已撤销。                         |
| 中学 | 抚州市第三中学   | 市文教局 | | 临川区第三中学                                                                                                  | 1995年改名为临川市第三中学。                                                                 |
| 中学 | 抚州市第四中学   | 市文教局 | | 临川区第四中学                                                                                                  | 1995年改名为临川市第四中学。                                                                 |
| 中学 | 抚州市第五中学   | 市文教局 | | 临川区第五中学                                                                                                  | 1995年改名为临川市第五中学。                                                                 |
| 中学 | 抚州市第六中学   | 市文教局 | | 临川区第六中学                                                                                                  | 1995年改名为临川市第六中学。                                                                 |
| 中学 | 抚州市第七中学   | 市文教局 | | 临川区第七中学                                                                                                  | 1995年改名为临川市第七中学。                                                                 |
| 注： | 在未注明的情况下 | 省为江西省、县为临川县、镇为抚州镇、市为抚州市。 省三师范为省立第三师范、省八中为省立第八中学、附小为附属小学。 | 省为江西省、县为临川县、镇为抚州镇、市为抚州市。 省三师范为省立第三师范、省八中为省立第八中学、附小为附属小学。                      | 省为江西省、县为临川县、镇为抚州镇、市为抚州市。 省三师范为省立第三师范、省八中为省立第八中学、附小为附属小学。 | 并不是所有的抚州市属学校在和 临川县合并时都保留了原编号。                                    |

### 文化设施
全市在1980-1995年间共有以下文化设施：抚州市文化馆（今临川区第一文化馆）、抚州市图书馆、玉茗堂影剧院、艺术剧院、赣东电影院、青云电影院、人民电影院、文化礼堂、抚州市工人文化宫、抚州市广播站。

#### 图书馆
1954年，由于抚州镇改为县级镇，故新建新的抚州镇图书馆，为该馆前身。1966年由于文化大革命开始，镇图书馆停办，直到1971年才恢复借阅业务，1974年在大公路中段兴建新楼，1979年正式恢复建制，名为抚州市图书馆。1995年县市合并后更名为临川第一图书馆。2000年抚州地区撤地设市，该馆收归市管，为今抚州市图书馆的前身。

### 体育
1987年，抚州市全境有2个标准田径运动场、11个小型田径运动场、2个露天游泳池、1个旱冰场、4处举重房、59个篮球场、50个排球场、2个门球场。

### 医疗
1986年，抚州市境内有地属医院2所、市属医院3所。
| 隶属于         | 院名                       | 曾用名                                                         | 现名                              | 备注 |
| -------------- | -------------------------- | -------------------------------------------------------------- | --------------------------------- | --- |
| 抚州地区卫生局 | 抚州地区人民医院           | 临川县医院、抚州专区人民医院 抚州市人民医院                    | 抚州市第一医院                    | 今原址新建抚州市立医院                                                                                            |
| 抚州地区卫生局 | 江西医学院抚州分院附属医院 |                                                                | 抚州市第二医院 (抚州市妇幼保健院) | 2001年更名为抚州市第二医院 2009年与抚州市妇幼保健院合并                                                           |
| 抚州市卫生局   | 抚州市人民医院             | 抚州镇联合诊所、抚州市立医院                                   | 临川区人民医院                    | 后复名抚州市立医院 1995年改名为临川市人民医院 2000年改现名                                                        |
| 抚州市卫生局   | 抚州市中医院               | 大众诊所、联合中医院 抚州医院、抚州市人民医院 抚州市人民防治院 | 抚州市中医医院 (大公路院区)       | 1995年改名为临川市第一中医院 2000年改名为临川区第一中医院 2005年复名为抚州市中医院 2021年与抚州市第一中医医院整合 |
| 抚州市卫生局   | 抚州市第二人民医院         |                                                                | 临川区第二人民医院                | |

## 行政区划沿革
清朝以前，关于抚州城的行政区划无从考究，但基本是以抚河为界，河西为城内，河东为城外的格局。清同治九年，抚州城内分为东、南、西、北四隅，抚州城外则分为外东、外南、外西、外北和港东一共五个厢。
| 城内                                                                    | 城内 | 城内 | 城内 | 城外   | 城外   | 城外   | 城外   | 城外   |
| ----------------------------------------------------------------------- | ---- | ---- | ---- | ------ | ------ | ------ | ------ | ------ |
| 东隅                                                                    | 南隅 | 西隅 | 北隅 | 外东厢 | 外南厢 | 外西厢 | 外北厢 | 港东厢 |
| 4图                                                                     | 7图  | 6图  | 6图  | 4图    | 3图    | 10图   | 4图    | 2图    |
| 注:抚州城内外民国时期为羊城、东外二镇，但如今抚州依旧有城内城外的叫法。 |      |      |      |        |        |        |        |        |

民国初年，临川县县级以下政区依旧沿用清制，十九年(1930年)县以下设区，抚州城归临川县第一区管辖，二十一年(1933年)开始实行保甲制度，抚州城设两个保联。二十六年(1937年)，将抚州城的两个保联改为镇，城内为羊城镇、城外为东外镇。三十二年(1943年)，羊城镇与东外镇各划出部分区域用来增设荆公镇与瓦窑镇，抚州城共设四镇。三十四年(1945年)，撤销荆公镇与瓦窑镇，重新并入原来的羊城镇与东外镇。
民国三十八年(1949年)五月，中共与中国人民解放军控制下的抚州城新设临川市，下辖羊城区与东外区。同年七月，将羊城区与东外区撤销并重新划分为一、二、三、四区。
| 时间                     | 行政区划     | 行政区划     | 行政区划     | 行政区划     | 备注                                         |
| ------------------------ | ------------ | ------------ | ------------ | ------------ | -------------------------------------------- |
| 民国十九年(1930年)       | 临川县第一区 | 临川县第一区 | 临川县第一区 | 临川县第一区 | 临川县第一区设立                             |
| 民国二十六年(1937年)     | 羊城镇       | 羊城镇       | 羊城镇       | 东外镇       |                                              |
| 民国三十二年(1943年)     | 瓦窑镇       | 羊城镇       | 荆公镇       | 东外镇       |                                              |
| 民国三十四年(1945年)     | 羊城镇       | 羊城镇       | 羊城镇       | 东外镇       | 羊城镇设18保，辖316甲；东外镇设14保，辖151甲 |
| 民国三十八年(1949年)五月 | 临川市       | 临川市       | 临川市       | 临川市       | 将临川县羊城镇与东外镇划出设立临川市         |
| 民国三十八年(1949年)五月 | 羊城区       | 羊城区       | 羊城区       | 东外区       |                                              |
| 民国三十八年(1949年)七月 | 一区         | 二区         | 三区         | 四区         |                                              |

从1950年4月撤销临川市到1954年4月抚州镇升格为县级镇之间，抚州城内的行政区划并没有太大变化，从城关区改为抚州市时，万寿乡、孝桥乡、学岭乡被划入抚州市，但在从市改为镇的时候再次划回去了。在抚州镇升格为县级镇后，设置了第一、第二、第三、第四、第五办事处和水上区，并且临川县的万寿乡、孝桥乡、学岭乡再度划入抚州镇管辖。1955年6月，由于2月抚州从镇改为市，将原来的五个办事处分别更名为承春阁、穆堂路、荆公路、桥东与河东湾办事处。1956年1月将水上区改为办事处，6月把穆堂路办事处并入荆公路、河东湾并入桥东、承春阁更名大公路。
| 时间       | 城区          | 城区          | 城区          | 城区         | 城区          | 城区        | 郊区   | 郊区   | 郊区   |
| ---------- | ------------- | ------------- | ------------- | ------------ | ------------- | ----------- | ------ | ------ | ------ |
| 1954年 4月 | 第一 办事处   | 第二 办事处   | 第三 办事处   | 第四 办事处  | 第五 办事处   | 水上区      | 万寿乡 | 孝桥乡 | 学岭乡 |
| 1955年 6月 | 承春阁 办事处 | 穆堂路 办事处 | 荆公路 办事处 | 桥东 办事处  | 河东湾 办事处 | 水上区      | 万寿乡 | 孝桥乡 | 学岭乡 |
| 1956年 1月 | 承春阁 办事处 | 穆堂路 办事处 | 荆公路 办事处 | 桥东 办事处  | 河东湾 办事处 | 水上区      | 万寿乡 | 孝桥乡 | 学岭乡 |
| 1956年 6月 | 大公路 办事处 | 荆公路办事处  | 荆公路办事处  | 河东湾办事处 | 河东湾办事处  | 水上 办事处 | 万寿乡 | 孝桥乡 | 学岭乡 |

由于人民公社运动，1958年10月，荆公路、大公路、桥东办事处改为城市人民公社，12月临川县长岭乡的胜利、共进、永丰、孔雀、前进、 南关、青云、伍塘、瑶坪和城西乡的东岸、西岸、英雄及孝桥乡的中洲划入抚州市，并设长岭人民公社。1959年4月，水上办事处被撤销。1960年荆公路与大公路公社合并为东风公社，但又在1961年1月撤销，分设若士路与胜利路1961年将长岭的部分区域划出设城西人民公社。1962年7月长岭人民公社重新划给了临川县管辖，并增设水上公社。1966年7月，临川县金坪公社的临江大队、金坪大队、上源大队、下源大队的厂下村、亭子下村、汤家村、 庄家村、路口岭村、上源村、下源村划入抚州镇，增设北站人民公社。1968年，桥东、城西、荆公路、若士路、北站公社在3月4月前后分别更名为东风、红旗、红卫、东方红、四新公社，10月红卫和东风公社合并为卫东公社并撤销水上公社。1969年3月，从临川县划入红雨桥和钟岭并设人民公社，10月钟岭人民公社更名太阳升人民公社。
1979年5月，撤销卫东和东方红城市人民公社，设桥东、六水桥、西大街、荆公路、南站街道办事处。1980年12月，红旗、红雨桥、太阳升、四新公社分别更名为城西、孝桥、长岭、北站，并增设洋洲人民公社。1984年5月，农村进行体制改革，北站人民公社改为抚北镇，洋洲、城西、长岭、孝桥公社分别被改为洋洲、城西、长岭、孝桥乡，8月长岭乡更名为钟岭乡。

## 政治
| 机构     | 中国共产党 抚州市委员会 书记 | 抚州市人民代表大会 常务委员会 主任 | 抚州市人民政府 市长 | 中国人民政治协商会议 抚州市委员会 主席 |
| -------- | ---------------------------- | ---------------------------------- | ------------------- | -------------------------------------- |
| 姓名     | 程传裕                       | 李启中                             | 陈九如              | 尹钟生                                 |
| 籍贯     | 江西省宜黄县                 | 江西省南城县                       | 江西省南昌市        | 江西省上犹县                           |
| 就任日期 | 1993年8月                    | 1993年1月                          | 1993年1月           | 1993年3月                              |

## 后续

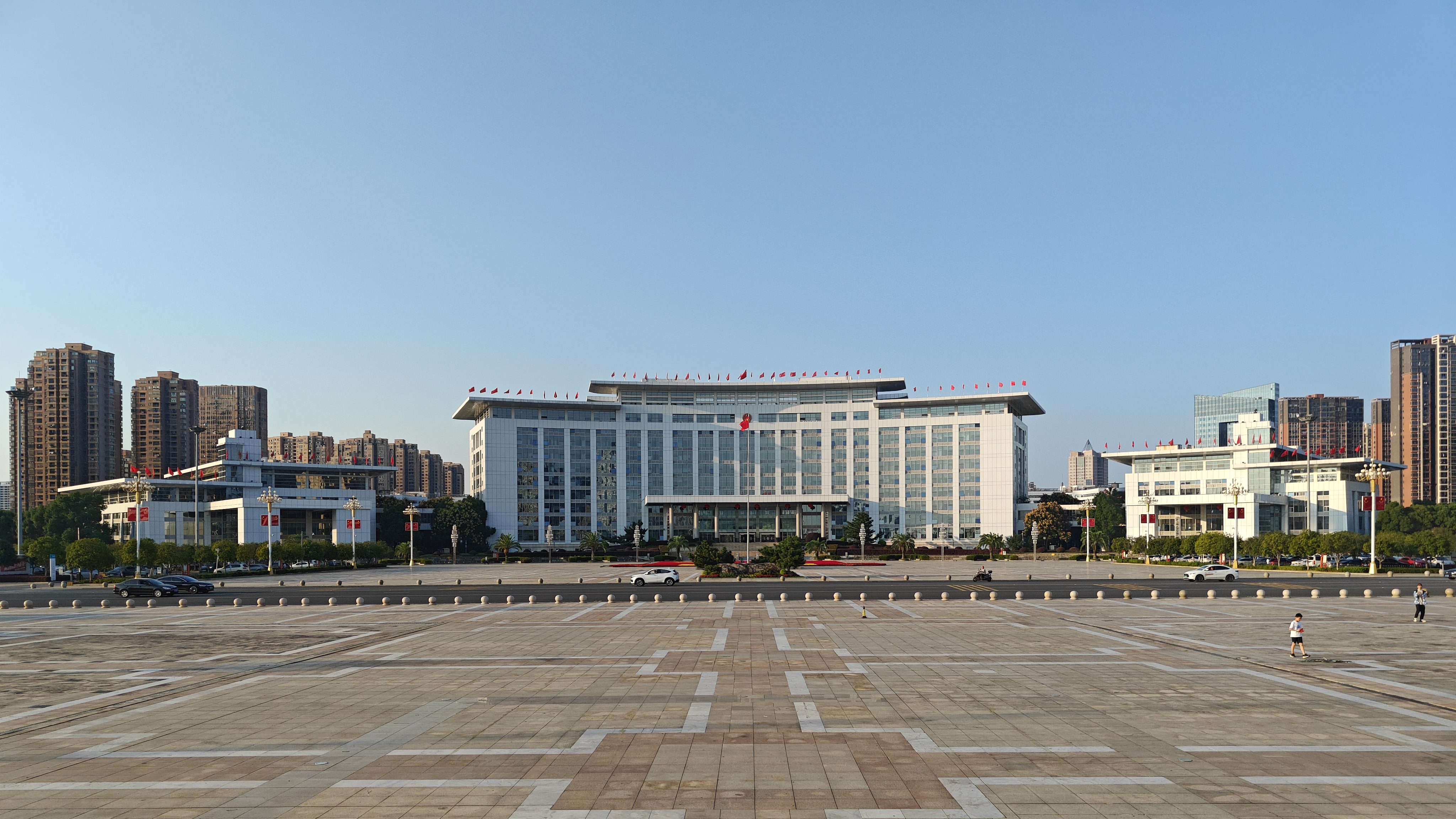
抚州市市行政中心

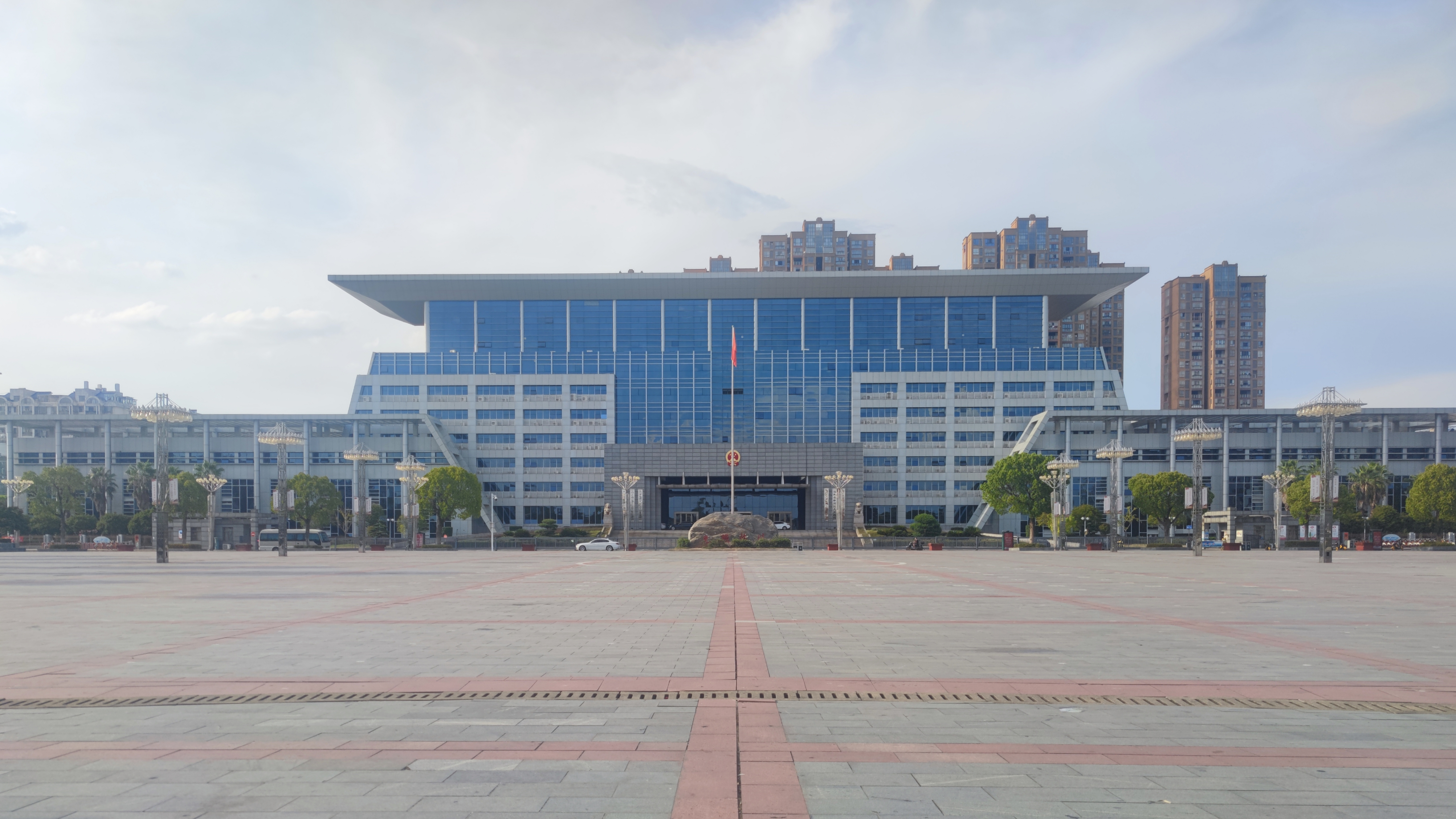
抚州市临川区行政中心

### 行政
- 抚州地区撤地设市：2000年6月23日，国务院同意抚州地区撤地设市，实行市领导县体制，设立抚州市，管辖原抚州地区行政区域。
- 临川市撤市设区：2000年6月23日，国务院同意抚州地区撤地设市，临川市转设为临川区，属抚州市管辖。
- 2001年临川区区级以下行政区划调整：[5]
  - 原抚州市受影响的有：
    - 城西乡→城西街道
    - 钟岭乡→钟岭街道
    - 洋洲镇、桥东街道→文昌街道

  - 原临川县受影响的有：
    - 河东乡、河西乡、上顿渡镇→上顿渡镇
    - 邓坊乡、腾桥镇→腾桥镇
    - 莲源乡、荣山镇→荣山镇
    - 三桥乡、高坪镇→高坪镇
    - 华溪镇、罗湖镇→罗湖镇[註 9]
    - 温泉乡、红桥镇→温泉镇[註 10]
- 抚州市金巢经济开发区扩大：2006年12月，在新一轮的职责划分中，崇岗镇、钟岭街道、城西街道被划分进抚州市金巢经济开发区管辖。[5]
- 抚州市政府、市委搬迁：2007年2月1日，抚州市党政机关整体从西大街街道与荆公路街道搬迁至位于钟岭街道新建成的抚州市行政中心。[28]
- 临川区党政机关合署办公：1995年县市合并时，新组成的临川市政府置原抚州市青云街道，新组成的中共临川市委置原临川县上顿渡镇，两地相距近10公里，办公很不方便，便设立了文昌桥辖区与上顿渡辖区并让原官员在各自辖区办公。2009年2月3日，文昌桥辖区与上顿渡辖区的党政机关从各自的辖区整体搬迁至位于上顿渡镇新建成的临川区行政中心合署办公。[29]
- 废除文昌桥辖区与上顿渡辖区：随着临川区党政机关合署办公，4套班子分居2地办公的历史得以结束，故撤销。[29]

### 铁路
昌福铁路于2013年9月26日启用，横穿市中心城区和上顿渡城区之间，在临川区内设大岗站、抚州北站、抚州站、腾桥站。
向乐线与2013年5月6日停运，在临川区内受影响的车站有大岗站、抚州北站、临川站。该线停运还导致了崇仁、乐安失去了通过铁路与对外交流的方式。

### 争议
- 部分新设立机构命名冲突问题：随着抚州市与临川县的合并，所有原属于抚州市的学校、医院等机构全部改名临川市，但随着2000年的撤地设市，原抚州地区转设为地级抚州市，便造成了新旧机构可能存在重名问题。
  - 2017年，地级抚州市政府在原抚州市第一人民医院老院区的基础上新设立了一所医院，名为抚州市立医院，但当地百姓依旧称临川区人民医院为市立医院，且这两所医院距离不超过一千米，造成了些许混乱[30]
  - 2021年，位于上顿渡镇的临川一中老校区移交给临川区政府办学，临川区政府将新的学校命名为临川中学，引起原名临川中学的抚州一中校友与老师强烈不满[31][32]，后经过广泛协商，该学校定名为龙津中学[33][34]。